# قدرت مطلق (فیلم)
قدرت مطلق (به انگلیسی: Absolute Power) نام فیلمی سیاسی به کارگردانی کلینت ایستوود و محصول سال ۱۹۹۷ است.
در این فیلم بازیگرانی همچون کلینت ایستوود، جودی دیویس، جین هکمن، اد هریس، لورا لینی، اسکات گلن و دنیس هیزبرت بازی کرده‌اند.

## داستان فیلم
ابتدا فردی برای دزدی به خانه شخصی میلیاردر می‌رود و با حضور ریاست جمهوری آمریکا در آن خانه مواجهه می‌شود که مشغول معاشقه با همسر صاحبخانه است.
همسر آن مرد به قتل می‌رسد و مأموران رئیس جمهو ر قتل را به روی آن دزد می‌اندازند و وی هم باید مدرکی پیدا کند.